# Берешит (космический аппарат)
Берешит (ивр. בראשית‎, англ. Beresheet) — израильский лунный космический аппарат, созданный частной компанией SpaceIL с участием концерна «Авиационная промышленность Израиля», первый космический аппарат для посадки на Луну, построенный на частные инвестиции.
В результате интернет-голосования лунный зонд компании был назван «Берешит» (ивр. בְּרֵאשִׁית‎ Beresheet), что в переводе с иврита означает «в начале» (первые слова Книги Бытия и её название на иврите).
Запущен 22 февраля 2019 года в 1:45 UTC ракетой Falcon 9 с пусковой площадки SLC-40, мыс Канаверал.

## Параметры

Места посадок космического корабля «Аполлон-17» и зонда «Луна-21» в Море Ясности на карте видимого полушария Луны — к северо-востоку от центра

Размеры: около 2 м в диаметре, около 1,5 м в высоту. Стартовая масса: 585 кг, включая ~400 кг топлива.
Научные приборы на борту:
- магнитометр (Институт Вейцмана, Израиль);
- массив лазерных уголковых отражателей (Центр космических полётов им. Годдарда, США)[6][7].

Планируемый срок работы на поверхности Луны: 2 суток.

## Ход миссии
Запланированное место посадки зонда — Море Ясности в северном полушарии, неподалеку от места прилунения зонда «Луна-21» и корабля «Аполлон-17», где находится одна из лунных магнитных аномалий.
В ночь на 1 марта 2019 года двигатель модуля включили на четыре минуты. В ближайшее время аппарат должен был выйти на эллиптическую орбиту вокруг Земли с апогеем 131 тыс. км.
5 марта 2019 года «Берешит» с расстояния 37 600 км от поверхности Земли сделал первую фотографию и передал её в центр управления полётом.
7 марта 2019 года «Берешит» включил двигатель на 152 секунды для перевода космического модуля на эллиптическую орбиту с апогеем 270 тыс. км.
19 марта 2019 года «Берешит» включил двигатель на 60 секунд для перевода космического модуля на эллиптическую орбиту с апогеем 405 тыс. км.
4 апреля 2019 года «Берешит» включил двигатель на 6 минут и совершил успешный манёвр для перехода на лунную орбиту, изменив скорость движения аппарата на 323 метра в секунду, и сделал 2 снимка обратной стороны Луны с высоты 470 км.
11 апреля 2019 года «Берешит» в результате проблем при посадке разбился о поверхность Луны. Последняя фотография была передана зондом Берешит с высоты 7,5 км над поверхностью Луны уже после сбоя главного двигателя, произошедшего на высоте около 22 км над поверхностью Луны.

## Последствия миссии
В мае 2019 года американский лунный зонд Lunar Reconnaissance Orbiter с высоты 90 км над поверхностью Луны сфотографировал место падения «Берешита» в районе Моря Ясности . Камеры LRO зафиксировали вытянутое к югу тёмное пятно шириной около 10 метров, образовавшееся от удара о поверхность Луны при жёсткой посадке. Пятно окружено светлым ореолом, образовавшимся после оседания пыли, вследствие чего поверхность приобрела более высокую отражательную способность. Форма белого ореола, простирающегося от места жёсткой посадки на юг, согласуется с траекторией спуска и углом подхода.
После крушения «Берешита», неожиданно для компании SpaceIL выяснилось, что в составе «Лунной библиотеки» (Lunar Library) некоммерческой организацией Arch Mission Foundation на Луну в состоянии криптобиоза были отправлены сотни тихоходок, заключённых в эпоксидную смолу медленного отверждения, и образцы человеческой ДНК. Лунная библиотека «Берешита» состояла из 25 слоёв никеля, каждый толщиной всего несколько микрон. Первые четыре слоя содержат примерно 60 тысяч изображений страниц книг с высоким разрешением, которые включают языковые учебники и ключи для декодирования других 21 слоёв. Эти слои содержат почти всю английскую Википедию, тысячи классических книг и секреты магических трюков Дэвида Копперфильда.
После неудачной посадки на поверхность Луны аппарата «Берешит» израильская компания SpaceIL подготовит проект по отправке нового зонда «Берешит-2», который попытается совершить мягкую посадку на Луну. Однако, 25 июня 2019 года создатели «Берешита» отказались от повторного полёта на Луну и решили отправить «Берешит-2» к новой цели в течение двух лет. 9 декабря 2020 года президент Израиля Реувен Ривлин сообщил, что свою вторую лунную станцию Израиль планирует запустить в 2024 году. Над проектом SpaceIL будет работать вместе с Israel Aerospace Industries и Израильским космическим агентством.  Миссия «Берешит-2» будет включать в себя орбитальный и два посадочных модуля.